# Edwin Suermondt
Carl Friedrich Edwin Suermondt (* 14. Juli 1883 in Aachen; † 17. Juli 1923 ebenda) war ein deutscher Jurist, Kunsthistoriker und Kunstsammler. Er gehörte im Rheinland zu den frühesten Sammlern der Kunst der Moderne.

## Leben
Edwin Suermondt kam 1883 als Sohn von Emil Carl Suermondt und seiner Frau Anna, geborene Englerth, in Aachen zur Welt. Die vermögende Familie Suermondt stammt ursprünglich aus den Niederlanden. Der Vater lebte als Rentier von den Erträgen seines Besitzes. Auch die Mutter stammte aus einer wohlhabenden Familie. Aus deren Besitz erhielt Edwin Suermondt die Burg Drove als Wohnsitz. Zu den bekannten Verwandten von Edwin Suermondt gehört der Großonkel Barthold Suermondt, der als Mäzen Teile seiner Kunstsammlung dem heutigen Suermondt-Ludwig-Museum stiftete.
1901 legte Edwin Suermondt am Kaiser-Wilhelm-Gymnasium in Aachen sein Abitur ab und studierte anschließend Rechtswissenschaft und Kunstgeschichte an den Universitäten von Oxford, Heidelberg, Bonn und Berlin. Das Jurastudium schloss er mit Promotion ab. Für seinen Abschluss in Kunstgeschichte arbeitete er in München bei Heinrich Wölfflin über den Maler Hieronymus Bosch, konnte jedoch seine Doktorarbeit kriegsbedingt nicht veröffentlichen. Er war Mitglied im gesellschaftlichen Verein Club Aachener Casino.

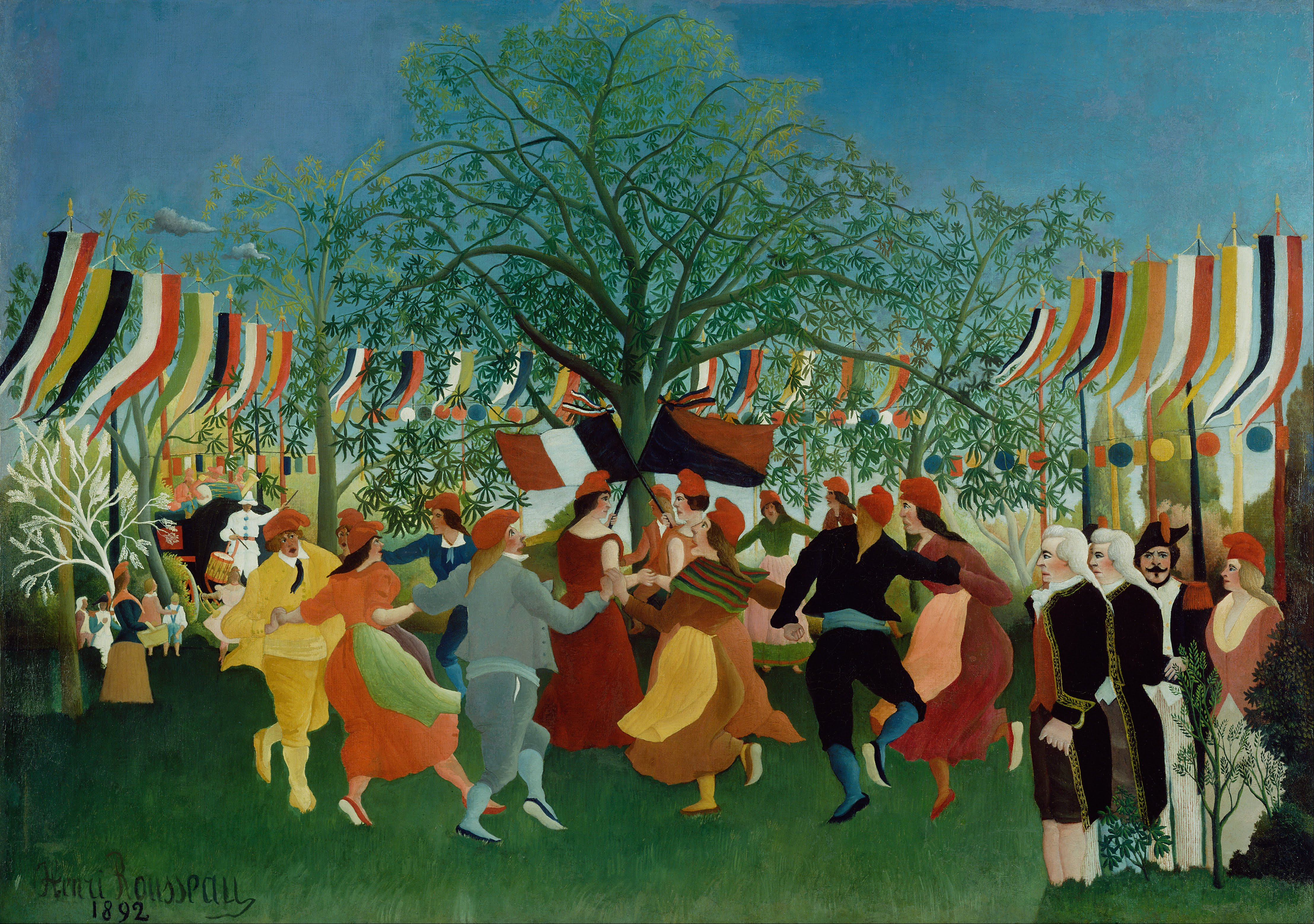
Henri Rousseau: Die Jahrhundertfeier der Unabhängigkeit, vormals Sammlung Edwin Suermondt, heute Getty Museum

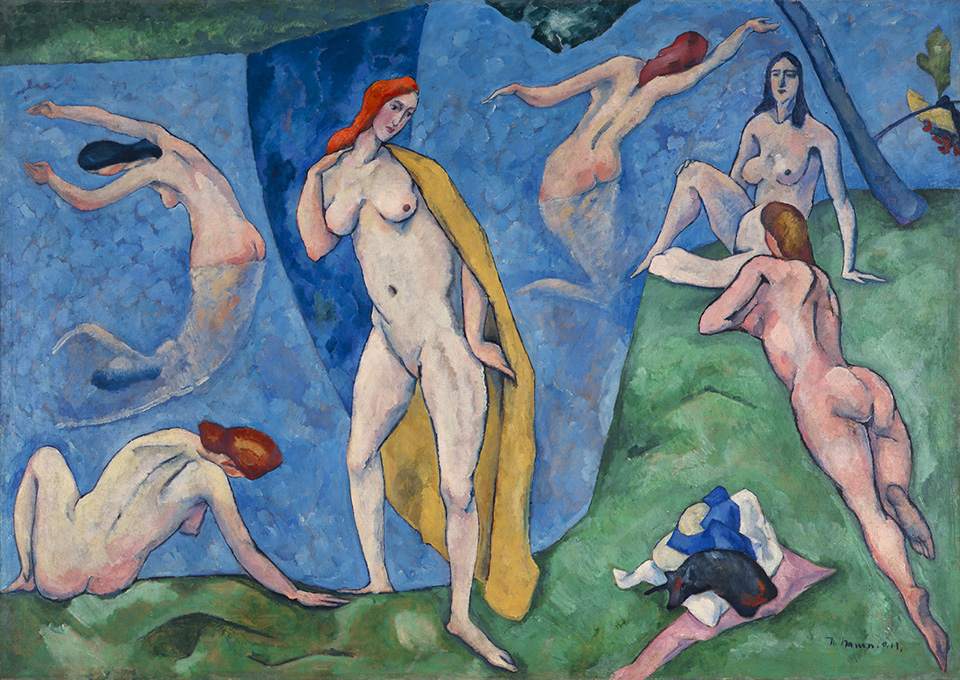
Heinrich Nauen: Badende Frauen aus dem Drove-Zyklus, vormals Sammlung Edwin Suermondt, heute Kaiser-Wilhelm-Museum

Bereits während seiner Studienzeit in Heidelberg lernte Suermondt den späteren Kunsthändler und Autor Wilhelm Uhde kennen, mit dem ihm fortan eine enge Freundschaft verband. Uhde lebte ab 1904 in Paris, wo ihn Suermondt mehrfach besuchte. Uhde machte ihn mit Künstlern wie Pablo Picasso und Georges Braque bekannt, die Suermondt in ihren Ateliers besuchte. Durch Uhde kam er auch in den Salon der Gertrude Stein, wo er zahlreiche weitere Persönlichkeiten des Kulturlebens traf. Als Kunsthändler vermittelte Uhde 1905 die ersten Ankäufe an Suermondt. Hierzu zählten Werke von Henri Rousseau, Pablo Picasso, Georges Braque, André Derain und Maurice de Vlaminck. 1906 erwarb Suermondt mit Picassos Sitzender Harlekin (heute Metropolitan Museum of Art, New York) eines der bekanntesten Werke seiner Sammlung. Andere Gemälde wie Henri Rousseaus Hundertjahrfeier der Unabhängigkeit (heute J. Paul Getty Museum, Los Angeles) kaufte Suermondt bei dem Düsseldorfer Galeristen Alfred Flechtheim, Rousseaus Joueurs de football (Solomon R. Guggenheim Museum, New York) kam über den Münchner Kunsthändler Heinrich Thannhauser in seine Sammlung. Weitere Gemälde der Sammlung stammten von Künstlern wie Oskar Kokoschka, Auguste Herbin, Marie Laurencin, Paul Klee, Odilon Redon, Johannes Molzahn, Johannes Itten, Ernst Isselmann, Josef Eberz, Hermann Tiebert und Eugene Spiro. Hinzu kamen Grafiken von Oskar Kokoschka, Pablo Picasso, Henri Matisse, Auguste Rodin, Ferdinand Hodler, Paul Klee, Ernst Isselmann, Josef Eberz, Hermann Tiebert, Pierre-Auguste Renoir, Heinrich Nauen, Georg Kolbe und eine Skulptur von Wilhelm Lehmbruck. Suermondt lieh wiederholt Werke seiner Sammlung zu Sonderausstellungen aus, beispielsweise 1912 zur bedeutenden Schau des Sonderbundes in Köln.
Durch den ab 1909 am Aachener Kunstmuseum tätigen Edwin Redslob lernte Suermondt den Maler Heinrich Nauen kennen. Nachdem er zunächst einige Aquarelle des Künstlers erworben hatte, beauftragte Suermondt den Künstler mit der Ausführung von sechs großformatigen Gemälden für das Musikzimmer der Burg Drove. Der 1913 fertiggestellte Drove-Zyklus kam 1914 in der Galerie von Alfred Flechtheim zur Ausstellung und befindet sich heute in der Sammlung des Kaiser-Wilhelm-Museums in Krefeld.
Suermondt nahm aktiv am Ersten Weltkrieg teil, zuletzt als Rittmeister im Leib-Dragoner-Regiment (2. Großherzoglich Hessisches) Nr. 24. Während des Krieges heiratete er 1916 Martha Compes. Aus dieser Ehe stammen die beiden Kinder Egbert und Mechthild. Nach dem Krieg beteiligte sich Suermondt 1919 an der Gründung der Künstlervereinigung Das Junge Rheinland. 1922 veröffentlichte er eine Monographie über Heinrich Nauen.
Suermondt starb 1923 an einer Lungenerkrankung, an der er seit dem Ersten Weltkrieg litt. Er fand seine letzte Ruhestätte in der Familiengruft auf dem Aachener Westfriedhof. Die Kunstsammlung Suermondt ging bei seinem Tod in den Besitz der Witwe über. Diese heiratete 1927 Alex Vömel, den Geschäftsführer der Galerie Flechtheim. Die Kunstsammlung firmierte zeitweilig unter der Bezeichnung Sammlung Suermondt-Vömel und gelangte später in den Kunsthandel.

## Veröffentlichungen
- Heinrich Nauen, Klinkhardt & Biermann, Leipzig 1922.